# ジェルメーヌ・タイユフェール
ジェルメーヌ・タイユフェール（Germaine Tailleferre [ʒɛʁmɛn tɑjfɛʁ], 1892年4月19日 - 1983年11月7日）は、20世紀フランスのクラシック音楽の作曲家。パリ音楽院で学んだ後、個人的にシャルル・ケクランとラヴェルに師事。シャブリエ、サティの影響を受けた快活でさわやかな作品を残す。コクトーに「耳のマリー・ローランサン」と呼ばれた女性作曲家。いわゆるフランス六人組のメンバーの一人。

## 生涯
イル＝ド＝フランスのサン＝モール＝デ＝フォッセ出身。本名はマルセル・タイユフェス (Marcelle Germaine Taillefesse) であったが、横暴で家庭を顧みない父親への反感から、タイユフェールという姓に改めた。修道院付きの学校に学んだ母親から、ピアノなどの教養を学んで楽才を発揮し、パリ音楽院への進学を許される。音楽院ではダリウス・ミヨーやジョルジュ・オーリック、アルテュール・オネゲルと出逢い、親交を結んだ。いくつかの学科で首席になり、18歳の時、ハープ科の助教授カロリーヌ・タルデューのために『タルデュー夫人のためのハープ小曲集』（Petit livre de harpe de Madame Tardieu）を作曲した。これは現存する最初の作品のひとつと言われている。早くから優等生ぶりを発揮する一方、ピアノ科の試験の最中に院長フォーレに気押され、無意識にバッハを移調して演奏して（フォーレを含む）試験官を驚かせたり、オルガン科で即興演奏の学習中に、「ストラヴィンスキーの様式」を選んで教授の逆鱗に触れたりなど、いくつかの武勇伝を残している。またこの頃、無教養で野卑な父親から解放されたことの反動で、音楽以外の勉強もしており、気球の操縦も学んでいる。
友人たちとともにモンマルトルやモンパルナスの芸術家集団と親交を結び、その中で知り合った彫刻家のエマニュエル・サントール（Emmanuel Centore）は、後にタイユフェールの妹と結婚した。「フランス六人組」の原型が出来上がったのも、モンマルトルの友人の画家のアトリエにおいてであった。ジャン・コクトーの宣言文『牡鶏とアルルカン』が出版されると、音楽評論家で作曲家のアンリ・コレの批評によって、「フランス六人組」という名称が与えられ、一躍グループを有名にした。タイユフェールは「六人組」の紅一点のメンバーである。
「六人組」は、当初は共作を行い、ピアノ曲集『六人組のアルバム』（Album des Six）などを出版した。ルイ・デュレを除く5人は、その後もコクトーの台本『エッフェル塔の花嫁花婿』（Les Mariés de La Tour Eiffel）をもとにバレエ音楽を共作した。このバレエは、もともとコクトーがオーリックに持ちかけて始まったものだったが、オーリックがリハーサルに間に合うように作曲できるほどの速筆ではなかったため、六人組で共作することになったのである。この頃デュレはパリにいなかったために参加していない。ラヴェルやサティの評価をめぐる他の同人との意見の食い違いから、デュレはやがて六人組を脱退することになったが、この頃デュレはまだ毎回、六人組の演奏会に出席しており、その後も他の同人との関係は悪くなかった。また六人組は、もとより各人の志向性に相違があり、それぞれの同人が初めから別々の道を歩んでいたことにも留意すべきであろう。
タイユフェールはといえば、モーリス・ラヴェルの知遇を得て、1923年からモンフォール＝ラモリのラヴェルの自宅に通って個人指導を受けていた。ラヴェルは早くから彼女とミヨーの才能を激賞しており、タイユフェールにローマ大賞選抜試験を受験するように励ましていた。しかし1925年、タイユフェールはアメリカ人の諷刺漫画家ラルフ・バートンに口説き落とされ、結婚してニューヨークのマンハッタンに移住してしまう。1927年に2人はフランスに戻るが、チャップリンを含む幅広い著名人と親交の深かったタイユフェールに対して、バートンが嫉妬から兇暴化し（一説によると家庭内暴力さえ日常的であったといわれる）、耐え難くなったタイユフェールは、間もなくバートンと離婚した。
後にバートンと結婚した理由を尋ねられて、タイユフェールは「寂しかったから」と答えているが、第一次世界大戦に前後する時期、タイユフェールはヴァイオリニストのジャック・ティボーと愛人関係にあり（『ヴァイオリン・ソナタ第1番嬰ハ短調』はティボーに献呈されている）、報われぬ恋に疲れていた。その矢先に、遊び人のバートンに言葉巧みに誘惑されてしまったというのが真相らしい。
1920年代はタイユフェールにとって激動の時期であったが、『ピアノ協奏曲』や『ハープのためのコンチェルティーノ』、バレエ音楽『鳥商人』（Le Marchand d'Oiseaux：スウェーデン・バレエ団のための作品）および『新しきシテール島』（La Nouvelle Cythère：ディアギレフとロシア・バレエ団の依嘱作品）などのいくつかの代表作のほか、先駆的な映画音楽の作曲も手懸けて、アフリカ音楽を主題に用いるなどの試みもしている。チャップリンは、映画音楽をタイユフェールに書いてもらいたがっていたが、タイユフェールはチャップリンの作曲センスを認めていたので、チャップリンに自分で作曲するように助言した。チャップリン映画の数々の名旋律は、タイユフェールの配慮がなければ後世に残らなかった可能性が高い。
1930年代はいっそう実り豊かであり、『2台のピアノと合唱、サクソフォーン、管弦楽のための協奏曲』や『ヴァイオリン協奏曲』、オペラ『ズライナ』（Zoulaïna）、ポール・ヴァレリーとの共作カンタータ『ナルシスを讃えて』など、野心的な作品が相次いで生み出された。この時期にも一連の映画音楽やドキュメンタリーの付随音楽を手懸けている。
第二次世界大戦の勃発によって、グラスの自宅にほとんどの草稿を置き去りにしたまま、亡命生活に入らなければならなかった。イベリア半島を横断して運よくアメリカ合衆国行きの船に乗り込み、そのままペンシルベニア州フィラデルフィアで戦時中を過ごした。
終戦後の1946年、フランスに帰国して作曲活動を再開する。バレエ音楽『魔術師パリ』（Paris-Magie）、オペラ『小船が一艘ありました』（Il était un Petit Navire）・『哀しみ』（Dolores）・『小さなシレーヌ』（La Petite Sirène）・『教師』（Le Maître）、オペレッタ『香水』（Parfums）、『バリトン、ピアノ、管弦楽のための協奏曲』、『フルートとピアノ、管弦楽のためのコンチェルティーノ』、『2台のギターと管弦楽のための協奏曲』、『ピアノ協奏曲第2番』、『ヴァイオリン・ソナタ第2番』、『ハープ・ソナタ』などの作品のほか、映画音楽やテレビ音楽を手がける。同時代の前衛音楽の勃興にも無関心ではなく、『クラリネット・ソナタ』では「面白半分に」十二音技法を取り入れ、打楽器とピアノのための『ラモーを讃えて』は、タイユフェール自身はあまり評価しなかったが、辛辣で小気味よい表現は再評価されつつある。
1976年にパリの私立学校エコール・アルザシエンヌの音楽教師を引き受ける。最晩年にはもっぱら小品ばかりを手がけたが、これは老化にともなう手の関節炎のためもあった。それでもなお、オーボエ、クラリネット、ファゴット、ピアノのための『田園風ソナタ』（Sonate Champêtre）や、2台ピアノのためのソナタ、2台のピアノと管弦楽のための『コラールと変奏』のほか、いくつかの童謡や、子供向けのピアノ曲集を手懸けた。最後の大作『コロラテューラ・ソプラノと管弦楽のための協奏曲』（Concerto de la Fidelité）は、作曲者の死の前年にパリ・オペラ座で初演された。亡くなる数週間前まで作曲を続けた。
セーヌ＝エ＝マルヌ県のケンシー＝ヴォワザンに埋葬されている。

## 作品

### オペラ
- 小船が一艘ありました（1951年）

### 室内楽
- 弦楽四重奏曲（1917年 - 1919年）
- ハープ・ソナタ（1953年）
- クラリネットのためのソナタ（1957年）